# Liste der Monuments historiques in Ronnet
Die Liste der Monuments historiques in Ronnet führt die Monuments historiques in der französischen Gemeinde Ronnet auf.

## Liste der Bauwerke
| Bezeichnung          | Beschreibung                  | Standort | Kennzeichnung | Schutzstatus | Datum | Bild           |
| -------------------- | ----------------------------- | -------- | ------------- | ------------ | ----- | -------------- |
| Kirche St-Christophe | Erbaut ab dem 11. Jahrhundert | (Lage)   | PA00093260    | Inscrit      | 1969  | weitere Bilder |